# Willem Beukelszoon

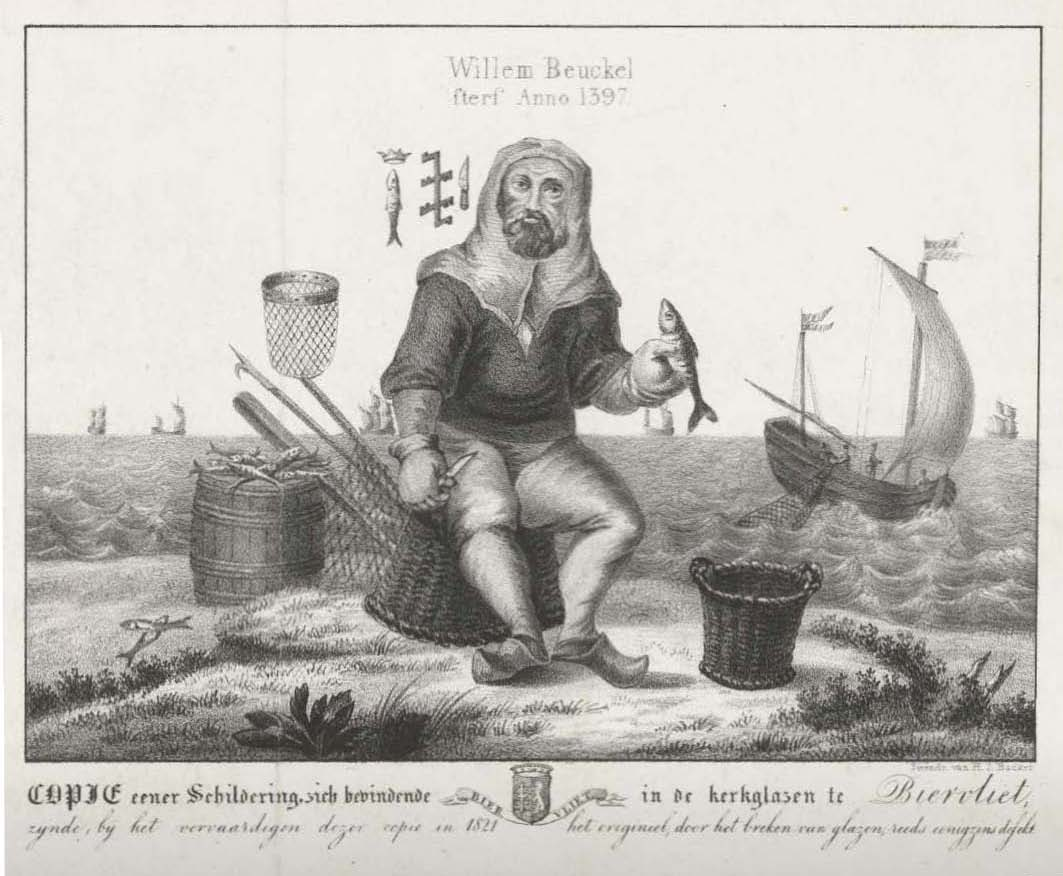
Willem Beukelzoon. Lito av Hilmar Johannes Backer efter ett glasmålningsfönster i Biervlietkyrkan (1821)

Willem Beukelszoon (Beuckels, Bökel med flera stavningar), född på 1300-talet, död 1396, en zeeländare som förbättrade konsten att salta och röka sill. Beukelszoon var fiskare i staden Biervliet. Det svenska ordet böckling sägs komma ifrån hans namn. En mängd volymer har skivit om hans insatser, och hans betydelse för böcklingen och sillsaltningen har bedömts väldigt olika. Vissa har till och med menat att han skulle vara en sägenfigur.